# Henryk Kroszczor

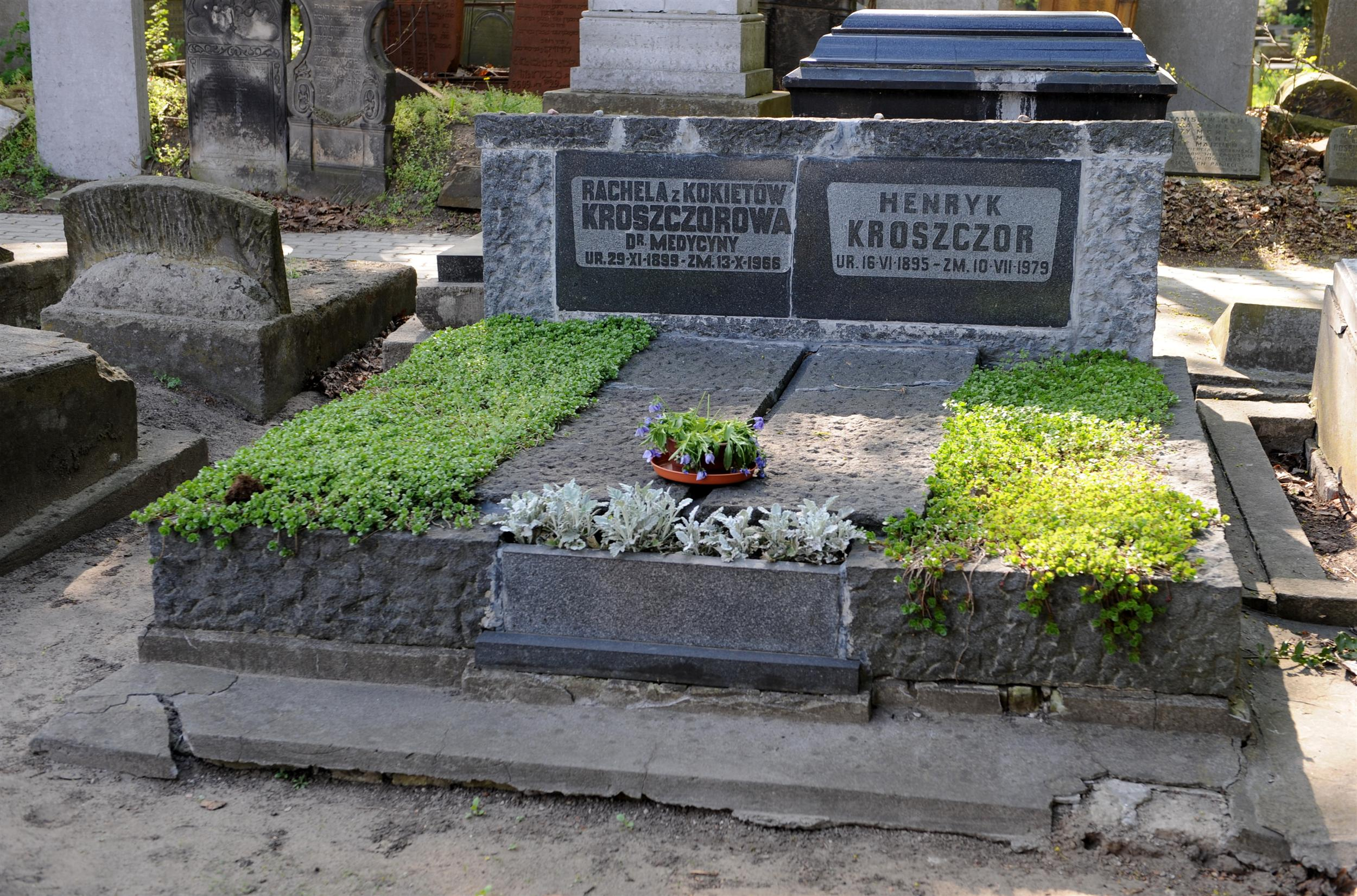
Grób Henryka i Racheli Kroszczorów na cmentarzu żydowskim przy ulicy Okopowej w Warszawie

Henryk Kroszczor (ur. 16 czerwca 1895, zm. 10 lipca 1979 w Warszawie) – polski historyk, publicysta i działacz społeczny żydowskiego pochodzenia.

## Życiorys
Przed II wojną światową pełnił funkcję dyrektora administracyjnego Szpitala Dziecięcego Bersohnów i Baumanów w Warszawie. Po wybuchu wojny został przesiedlony do getta warszawskiego, gdzie pracował jako intendent tamtejszego szpitala. Po zakończeniu wojny był dyrektorem administracyjnym przy Centralnym Komitecie Żydów Polskich. Potem pracował w różnych instytucjach gospodarczych. 
Jego pasją była ochrona cmentarzy żydowskich w Polsce. Na łamach „Fołks Sztyme” i „Biuletynu Żydowskiego Instytutu Historycznego” opublikował wiele życiorysów i monografii instytucji żydowskich. Pochowany jest na cmentarzu żydowskim przy ulicy Okopowej w Warszawie (kwatera 10, rząd 6).
Żonaty z Rachelą z domu Kokiet (1899-1966), która była doktorem medycyny, położnikiem i ginekologiem.